# Rudolf Gieseler
Friedrich Rudolf Gieseler (* 29. September 1873 in Weenzen; † 17. September 1931 in Nordhausen) war ein deutscher völkischer Politiker (DVFP, DVFB, DNVP).

## Leben
Gieseler absolvierte ein Studium der Forstwissenschaft an der Königlich Preußischen Forstakademie Hannoversch Münden und an den Universitäten in Straßburg und Leipzig. Er bestand 1901 das Staatsexamen und trat im Anschluss als Forstassessor in den preußischen Dienst ein. Im Auftrag des Deutschen Reiches wurde er vom 1. Juli 1904 bis zum 1. April 1907 beurlaubt, um in den Nordbezirken der Kolonie Deutsch-Ostafrika (Usambara-Region/Wugiri) eine geregelte Forstverwaltung aufzubauen. Nach seiner Rückkehr setzte er seinen Dienst in der preußischen Forstverwaltung fort. Während Ersten Weltkrieges war er Kommandeur des 1. Bataillons des Landwehr-Füsilier-Regimentes Nr. 61.
Nach dem Kriegsende war Gieseler bis zum 15. September 1919 Kommandeur des Freikorps Gieseler, das aus einem Schwadron, zwei Batterien und 2000 freiwilligen Jägern bestand. Das Einsatzgebiet des Freikorps lag zwischen den Städten Strasburg und Soldau in Westpreußen. Im Anschluss an den Versailler Vertrag nahm Gieseler seine Tätigkeit in der Forstverwaltung wieder auf, zunächst in Taberbrück, dann als staatlicher Forstmeister in Trappönen bei Ragnit.
Gieseler schloss sich in den 1920er Jahren der Deutschvölkischen Freiheitspartei (DVFP) an, die im Februar 1925 in Deutschvölkische Freiheitsbewegung (DVFB) umbenannt wurde. Im Dezember 1924 wurde als Abgeordneter in den Preußischen Landtag gewählt, im Mai 1928 erneut für den Völkisch-Nationalen Block (VNB). Von 1928 bis zu seinem Eintritt in die Deutschnationale Volkspartei (DNVP) am 17. Februar 1930 war er Mitglied der Deutschen Fraktion, danach bis zu seinem Tode Mitglied der DNVP-Fraktion. Im Parlament vertrat er den Wahlkreis 1 (Ostpreußen). Außerdem war er von 1925 bis 1929 für den Landkreis Osterode Mitglied des Provinziallandtags der Provinz Ostpreußen.
Rudolf Gieseler war mit Gertrud (geborene Schoepffer, 6. September 1882–5. Januar 1975) verheiratet, die Schwester des Ritterkreuzträgers Oberst Eberhard Schoepffer. Sein Sohn Wolfram Gieseler (* 1906) war ebenfalls Forstmeister. Der Vertriebenenpolitiker kandidierte zwei Mal erfolglos auf der Landesliste Rheinland-Pfalz für den Deutschen Bundestag, 1957 für den Gesamtdeutschen Block/Bund der Heimatvertriebenen und Entrechteten (GB/BHE) und 1961 für die Gesamtdeutsche Partei (GDP). Weitere Söhne waren der Jurist Volkmar und der Intendant Eberhard Gieseler.